# Přílipkovci
Přílipkovci (Monoplacophora) jsou prastarou třídou měkkýšů, která byla až do roku 1952 známá jen z kambrických a devonských usazenin. Dnes je známo několik recentních druhů, např. přílipkovec čapkový (Neopilina galatheae), který žije v hlubinách u tichomořského pobřeží od Mexika po Chile.
Vědecké pojmenování Monoplacophora (z řec. mono – jediný, plak – ploténka, phorein – nést) se vztahuje ke stavbě schránky – na rozdíl od příbuzných chroustnatek je tvořena jedinou částí.

## Charakteristika
Přílipkovci jsou primitivní měkkýši, kteří sdílejí některé znaky s ploštěnci. Jejich tělo vykazuje jistou míru segmentace (metamerie), mají několik párů žaber, svalů i coelomových váčků, stejně tak metanefridií (6 párů). Někteří autoři považovali takové tělní uspořádání za další důkaz toho, že přílipkovci stojí evolučně na půl cesty mezi ploštěnci a měkkýši, novější studie ale ukazují, že metamerie přílipkovců je až druhotná. Nervová soustava je tetraneurální, ganglia a nervové prstence jsou jen v hlavové části.
Červovité tělo přílipkovců je kryté miskovitou, 2,5 cm dlouhou schránkou. Hlava je redukovaná, přílipkovci nemají oči.

## Ekologie
Oba recentní druhy přílipkovců žijí na dně, kde se živí organickými zbytky.

## Systém
- řád: Tryblidiida
  - nadčeleď: Tryblidioidea
    - čeleď: Tryblidiidae †
    - čeleď: Neopilinidae – přílipkovcovití
    - čeleď: Monoplacophoridae
- řád: Cyrtonellida †
- řád: Pelagiellida †